# Wilde Krimml
De Wilde Krimml is een tienpersoons gondel in het Skigebied Zillertal Arena, ter hoogte van de Wilder Krimml. Deze gondellift is gebouwd in 2023 door Leitner en verbindt de skigebieden Zell am Ziller en Gerlos (Isskogel) met elkaar. Op dit gedeelte kunnen geen sneeuwkanonnen geplaatst worden omdat hier geen milieuvergunning voor wordt afgegeven. Door het plaatsen van een gondellift wordt de verbinding ook mogelijk gemaakt indien er te weinig sneeuw ligt. Dan is het namelijk mogelijk vanuit Zell de lift te nemen in plaats van te skiën naar Gerlos.

## Oude vierpersoons stoeltjeslift (Krimml-x-Press)

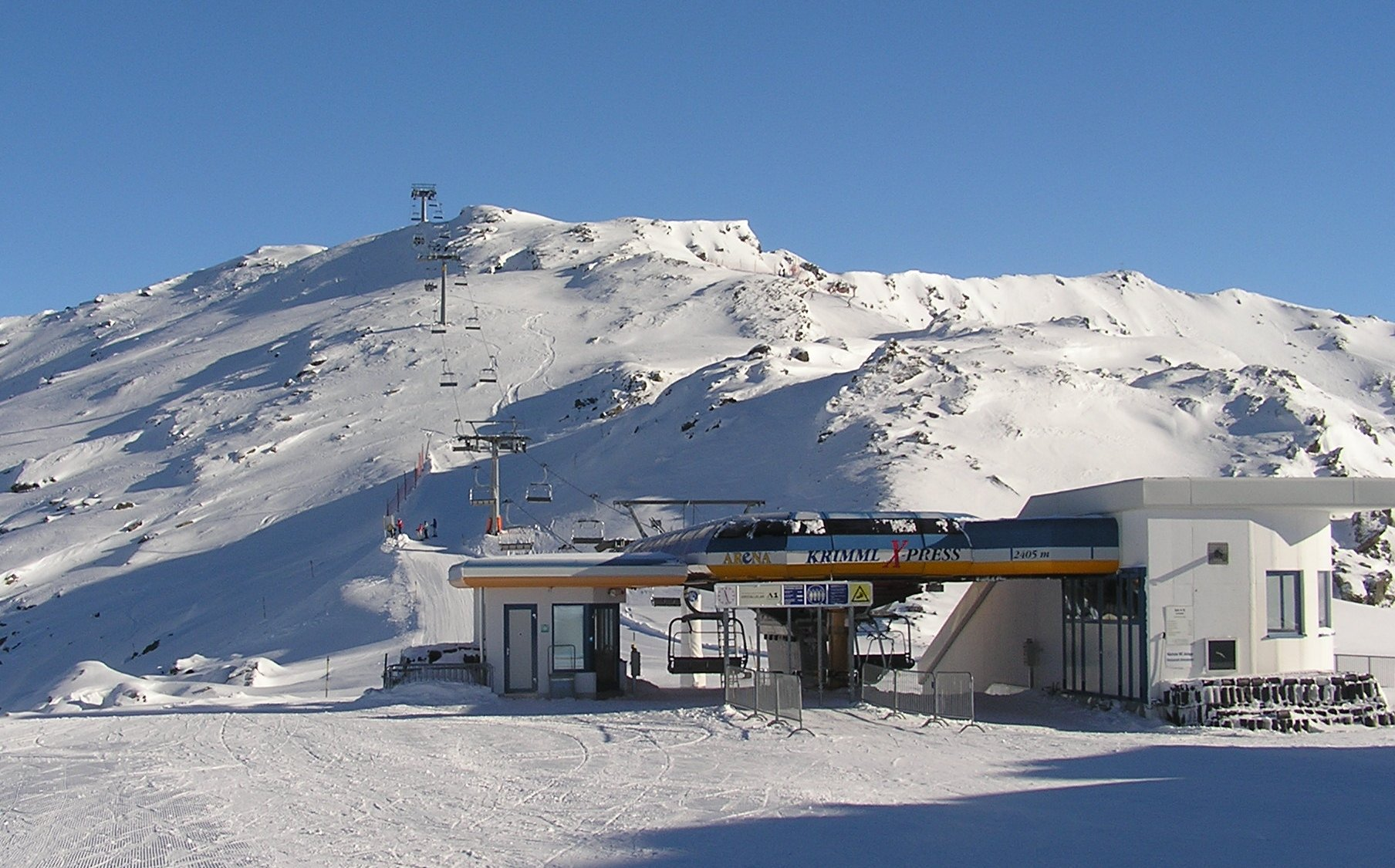
Oude vier persoons stoeltjeslift

In 1999 werd de Krimml-x-Press gebouwd, eveneens door Leitner. Dit was een vierpersoons stoeltjeslift die een verbinding mogelijk maakte tussen de skigebieden Zell am Ziller en Gerlos (Isskogel). Gerlos (Isskogel) was op dat moment al verbonden met Koningsleiten (dit gebeurde medio jaren 1980) waardoor het skigebied van  Zell am Ziller flink werd uitgebreid. Door de ligging van de Krimml-x-Press was het op winderige, koude dagen nauwelijks uit te houden in deze lift. Dit komt ook mede omdat deze stoeltjeslift niet voorzien was van een kap/bubble. De stoeltjeslift had 172 stoeltjes waarop elk vier personen konden plaatsnemen. De lift ging 4,5 meter per seconde en had een totale capaciteit van 2000 personen per uur. De oude lift had vier stations waarbij station 1 (bij restaurant Arena Stadl) en station 2 (op de Ubergangsjoch) zorgden voor een liftverbinding vanaf Zell am Ziller naar Gerlos. De lengte van station 1 naar 2 was circa 480 meter. Om van Gerlos naar Zell te reizen moest worden opgestapt bij station 4 (bij lift Teufeltal) en uitgestapt bij station 2 (op de Ubergangsjoch). Station 3 was een tussenstation waar weinig tot geen gebruik van werd gemaakt. Mede vanwege dit station had de lift de bijnaam Efteling-lift. De afstand van station 4 naar station 3 was circa 665 meter en de afstand van station 3 naar station 2 was circa 1760 meter. Omdat de Zillertal Arena in 2019 besloot de aansluiting tussen Zell am Ziller en Gerlos te willen verbeteren werd deze lift vervangen. De opleverdatum was eigenlijk gepland voor seizoen 2020/2021 maar vanwege de coronapandemie werd deze datum uitgesteld naar seizoen 2023/2024.